# 金出武雄
金出 武雄（かなで たけお、1945年（昭和20年）10月24日 - ）は、コンピュータビジョンやロボット工学を専門とする計算機科学者。顔写真解析や動画像の特徴点追跡手法、3次元画像復元の折り紙理論を構築。仮想化現実を提唱し、アメリカ大陸横断自動走行車も実現。「一番いろんなことをやったロボット研究家」とも呼ばれた。スーパーボウルに投入された「EyeVision」でも知られる。京都大学工学博士、2019年文化功労者。
京都大学助手、助教授、カーネギーメロン大学高等研究員、教授、ワイタカー記念教授、ワイタカー記念全学教授、ロボティクス研究所・所長、生活の質工学センター・センター長を歴任。産業技術総合研究所ではデジタルヒューマン研究センター長を務め、2015年より名誉フェロー。
2014年以降もカーネギーメロン大学に籍を置きながら、大阪大学産業科学研究所 特任教授、奈良先端科学技術大学院大学国際共同研究室 客員教授、理化学研究所 特別顧問、京都大学高等研究院 招聘特別教授、日本学士院会員を歴任。エンゲルバーガー賞、京都賞先端技術部門、IEEEファウンダーズメダルなどの受賞者。

## 来歴・人物

### 生い立ち・京都大学時代
兵庫県氷上郡春日町（現・丹波市）出身。中学校では生徒会長も経験し、兵庫県立兵庫高等学校を経て1964年に京都大学工学部電子工学科へ進学。1968年に学部を卒業し、1970年に同大学大学院電子工学専攻を修了し、博士課程に進学。
大学院では坂井利之の研究室に入り、「世界で初めて」「面白い」研究を志向し、音声タイプライターを世界初めて実現した坂井に圧倒されたという。また、チューリングの書籍やミンスキーの論文にも親しんだ。金出は画像処理の研究に取り組み、途中で行き詰りながらも長尾真の助言で万国博覧会の顔画像データベースの解析に取り組む。
1973年に京都大学の助手に着任し、1974年に博士後期課程を修了し、工学博士の学位を取得。なお、助手をしていた頃にカーネギーメロン大学のアレン・ニューウェルと知り合い、客員として同大のラジ・レディのもとに1年赴任する。その後、1976年に京都大学助教授に昇進する。カーネギーメロン大学にロボティクス研究所ができる際にラジ・レディから誘われ、再度渡米を決意する。

### カーネギーメロン大学時代
1980年からカーネギーメロン大学計算機科学科・ロボティクス研究所高等研究員（計算機科学科にも籍を置く）。後にマサチューセッツ工科大学教授となる浅田春比古と、ダイレクトドライブロボットを開発した。1986年頃には超高速3次元レンジファインダも実現している。1985年に同大学教授。1986年から大陸横断自動走行車の開発を開始。

カーネギーメロン大学。

1992年-2001年にはロボティクス研究所の所長を務める。1995年には自動走行車「NavLab5」がハンドル手放しによるアメリカ大陸横断を、98.2パーセントの自動運転で実行する。1996年にはロボット分野最高の賞ともいわれるエンゲルバーガー賞（技術部門）を受賞する。
2001年の第35回スーパーボウルにおいて、スタジアム上にグラウンドを取り囲むように設置した30台のテレビカメラのパン・チルト・ズームを同期して制御、撮影する映像エフェクト技術(Eye Vision)を開発し、CBSの全米テレビ中継で採用された。金出自身も同中継にビデオ出演し、当時スーパーボウル中継に出演した唯一の日本人とされた。
2001年に産業技術総合研究所デジタルヒューマン研究ラボ長併任となり、2003年からデジタルヒューマン研究センター長（センターは後にデジタルヒューマン工学研究センターに改称）。2003年には自著『素人のように発想し、玄人のように実行する』が出版され（NCID BA62447617）、翌年文庫版も発行される（NCID BA72620296）。同書に記載された金出の研究哲学は話題を呼んだ（「#素人発想、玄人実行や「#金出語録」も参照。）。
クオリティ・オブ・ライフ (QoL：Qolity of Life) にも着目し、2006年にはカーネギーメロン大学に生活の質工学センターを設立、センター長に就任する。2009年にはブルース・ウィリス主演の映画「サロゲート」において、開発者の一人（いわゆる「本人役」）としてカメオ出演している。なお、この時期の指導学生にOpenRAVEを開発したRosen Diankovがいる

### 2014年以降（大阪・奈良・京都）
2014年には大阪大学産業科学研究所の特任教授に着任。また、奈良先端科学技術大学院大学情報科学研究科の客員教授にも就任し、戦略的国際共同研究ネットワーク形成プログラム・国際共同研究室整備プロジェクトに設置された「NAIST International Collaborative Laboratory for Robotics Vision」において、金出は研究統括を務めている。2015年には産業技術総合研究所 名誉フェローとなり、翌2016年には理化学研究所 革新知能統合研究センター 特別顧問に就任。同年、京都賞（先端技術部門）を受賞した。
2017年から京都大学高等研究院招聘特別教授に就任。2019年には文化功労者に選出され、2020年には学士院会員に選出されている（第2部第5分科）。また、PwCコンサルティング合同会社のTechnology Laboratoryに参画し、2022年にはWIRED COMMON GROUND CHALLENGEの審査委員も務めた。2024年12月現在、舘暲らが創業して松尾豊がAI技術アドバイザーを務める、TELEXISTENCE株式会社のAIアドバイザーも務めている。

## 業績

### 主な研究成果
- 万国博覧会の顔写真データベースの画像認識[18]
- 3次元画像の折り紙理論[18]
- 動画像におけるLucas-Kanade法（英語版）[51][52]
- 動画像におけるKLTトラッカー（英語版）[53]
- Tomasi-Kanade因子分解法（英語版）[18]
- 3次元高速計測レンジファインダ - 処理をICチップ化することにより、1秒間に1000枚の画像を処理[注釈 4]。
- 顔写真認識「Face Work」[35]
- アメリカ大陸横断自動走行車「Navlab」- 1995年に自動運転98.2パーセントで横断達成[19][52][36][3]
- 複数視ステレオビジョン[54]
- 仮想化現実（ヴァーチャライズド・リアリティ）[55]、「3D-Room」[56][57]
- スーパーボウルにおける「Eye Vision」[39]
- 雨粒に反射しないヘッドライト - 生活の質工学センターの成果[35]

### 代表的な論文
- Takeo Kanade (June 1980). "A Theory of Origami World". Artificial Intelligence. 13 (3): 279–311.
- Carlo Tomasi; Takeo Kanade (November 1992). "Shape and motion from image streams under orthography: a factorization method". International Journal of Computer Vision. 9 (2): 137–154. CiteSeerX 10.1.1.131.9807.
- Takeo Kanade; Atsushi Yoshida; Kazuo Oda; Hiroshi Kano; Masaya Tanaka (1996). "A Stereo Machine for Video-rate Dense Depth Mapping and its New Applications". Proceedings CVPR IEEE Computer Society Conference on Computer Vision and Pattern Recognition. pp. 196–202. CiteSeerX 10.1.1.33.4657. ISBN 978-0-8186-7259-0.
- Takeo Kanade; Peter Rander; P J Narayanan (January 1997). "Virtualized Reality: Constructing Virtual Worlds from Real Scenes". IEEE Multimedia. 4 (1): 34–47. CiteSeerX 10.1.1.21.648.
- Vladimir Brajovic; Takeo Kanade (August 1998). "Computational Sensor for Visual Tracking with Attention". IEEE Journal of Solid-State Circuits. 33 (8): "1199–1207.
- Henry Schneiderman; Takeo Kanade (July 1998). "Probabilistic Modeling of Local Appearance and Spatial Relationships for Object Recognition". Proceedings of the IEEE Conference on Computer Vision and Pattern Recognition (CVPR '98): 45–51.

## 研究方針
金出は研究室メンバーに対して毎週1人につき1時間、ミーティングの時間をとっており、それは真夜中の午前1時から始まることもあったという。また、「Keep it Simple, Stupid!」（KISS：キス、）という俗語を学生に対して推奨し、自身の博士課程の頃の体験をもとに「できる奴ほど悩むものだ」と行き詰った学生を励ましていた。
「楽しく研究」と題した学会誌の随筆では「楽しんで面白いことをやってきた」と述壊しており、同記事の中で高校生への講演の後に「あなたは楽しんでいるね。カーネギーメロン大学にいくら払っているのか」と言われた逸話を紹介している。また、他人にアイデアを話して切磋琢磨することを重視し、「競争しながら共創を」と語っている。

### 素人発想、玄人実行
金出は自作の座右の銘として「素人発想玄人実装」を考案し、書家の國井久美子に書いてもらった書を自宅に飾っている。実装という言葉は一般になじみがないため、講演や書籍では「素人発想、玄人実行」という言葉を用いた。なお、素人発想、玄人実行というものの、決して素人と玄人が組めば良いと言っている訳ではない。
事例としてゼロックス社のパロアルト研究所がパーソナルコンピュータの原型「Alto」を開発したことや、ホンダや「ASIMO」を、ソニーが「AIBO」を開発したことをあげ、生活の質工学センターにおけるスマートヘッドライトの開発例も紹介している（雨粒の反射が問題になるなら雨粒に光を当てなければよいという発想）。また、博士課程の学生が博士論文を書く頃に、素人と玄人の狭間でよい仕事をすることが多いと指摘している。
さらに「成功を疑うのが一番難しい」と指摘し、ゼロックスがコピー事業の成功から抜け出せずにAltoを事業化できなかったことを指摘している。また、「素人発想玄人実行」は自身に対する戒めでもあると語っており、Lucas-Kanade法も当初金出自身は論文化に否定的だったという。

### 金出語録
2019年に淺間一は「金出語録」として以下を挙げている。
- 「素人発想玄人実装（実行）」[68] - （考えるときは素人として素直に、実行するときは玄人として緻密に）[61]
- 「Newness is not virtue, but usefulness is.」- （新規性にこだわりすぎてイノベーションが起きにくくなっている）[68]
- 「人はBitを食べて生きていけない。」- （バーチャルだけが進みすぎて物理が過小評価されている）[68]
- 「PMはGoalにCommitする。PIはMethodにCommitする。」- （プロジェクトマネジメントとPI（英語版）を分離しないといけない）[68]

『日本機械学会誌』における2006年のインタビュー記事では、役に立つ研究だけでなく面白いから研究をする場合もあるのでは？という大学院生の問いかけに対し、「面白い」の裏にある背景や、持っている理論や技術から始まることを指摘し、
- 「Push Pull」（要求がPullする、技術がPushする）[20]
- 「Application Driven」（応用駆動 - 注：応用研究とは異なる。）[20]

と応用と研究の関係を語っている。また、研究やプロジェクトにおける「フィネス」「何とかしてしまう。」「正しく妥協をする。問題が妥協の仕方範囲を教え決めている。」という観点を主張し、特に「フィネスを馬鹿にしたり、フィネスとインチキさの差がわからない人は成功しない」と、その重要性を強調した。
なお、「メッセージのある研究をしろ」と語り、学会誌の解説ではアレン・ニューウェルが学生に語っていた「問題の一つ一つが『解いてくれ、解明してくれ』と恋人を誘うように我々研究者を待っているのだ」という言葉を取り上げ、研究者や学生向けの講演でも
- 「Problems are waiting for you to solve.」（問題はあなたが解いてくれるのを待っている）

と結んでいる。

## 受賞・栄誉

### 主な受賞歴
- 1991年 - Marr賞（英語版）[1]
- 1996年 - エンゲルバーガー賞（技術部門）[14][1][71]
- 1998年 - JARA賞[1]
- 2000年 - C&C賞[1][71]
- 2004年 - 船井業績賞[71]
- 2007年 - 大川賞[1]
- 2008年 - バウアー賞[71]
- 2010年 - 第一回立石賞 特別賞[71][72][注釈 5]
- 2010年 - アレン・ニューウェル賞[22]
- 2016年 - 京都賞先端技術部門[71]
- 2017年 - IEEEファウンダーズメダル[17][16][22]
- 2022年 - 第40回（令和3年度）京都府文化賞 特別功労賞[73]
- 2023年 - BBVA Foundation Frontiers of Knowledge Award[74]
- 2024年 - ジョン・スコット賞[75]

### 栄誉
- IEEE - フェロー[1][60]
- アメリカ人工知能学会（AAAI） - フェロー[1][60]
- 電子情報通信学会 - フェロー[1]
- 日本ロボット学会 - フェロー（2004年）[76][1]
- アメリカ芸術科学アカデミー（米国芸術科学アカデミー） - 会員[71][1]
- 全米技術アカデミー（米国工学アカデミー） - 会員[71][60]
- 産業技術総合研究所 - 名誉フェロー（2015年）[22]
- 文化功労者（2019年）[23][24]
- 日本学士院 - 第2部第5分科会員（2020年12月）[13]

## 主な著作

### 学位論文
- Picture processing system by computer complex and recognition of human faces. 博士論文（甲第1486号）. 京都大学. (1974年5月23日). 日本語題名『計算機結合による画像処理システムと顔の認識』. NAID 500000365178。

### 著書
単著
- Computer recognition of human faces. Birkhäuser〈Interdisciplinary systems research 47〉. (1977). ISBN 3764309571.
- 『素人のように考え、玄人として実行する』PHP研究所、2003年、ISBN 978-4569624570。
  - 『素人のように考え、玄人として実行する』PHP研究所〈PHP文庫〉、2004年、ISBN 4569662870。- 文庫版
  - 『独創はひらめかない－「素人発想、玄人実行」の法則－』日本経済新聞社、2012年、ISBN 9784532318413。- 新版

共著
- 『光と画像の基礎工学』電気学会 編著、オーム社〈電気学会大学講座〉、1984年、NCID BN00032829
- 「3 単純に、簡単に考えるだけで、鮮やかに解ける」『簡単に、単純に考える Thinking beyond set patterns』羽生善治 著、PHP研究所、2001年、ISBN 4569618995（PHP文庫、2001年、ISBN 4569662811）。
- 「3 インビジブルロボティクス」『ロボット学創成』井上博允、金出武雄、安西祐一郎、瀬名秀明 共著、岩波書店〈岩波講座ロボット学1〉、2004年。ISBN 978-4000112413。
- 「1-1 デジタルヒューマンの誕生」『ヒューマン・インフォマティクス』長尾眞 監修、工作舎、2005年。ISBN 4-87502-386-3。
- Multimodal video characterization and summarization. Michael A. Smith and Takeo Kanade. Kluwer Academic Publishers〈The Kluwer international series in video computing〉(2005). ISBN 1402074263.
- Image-based modeling. Long Quan and Takeo Kanade. Springer. (2010). ISBN 9781441966780.

編著
- Three-dimensional machine vision. Takeo Kanade eds. Kluwer Academic Publishers〈The Kluwer international series in engineering and computer science . Robotics〉. (1987). ISBN 0898381886.
- Intelligent autonomous systems ・ 2 : proceedings of an international conference held in Amsterdam. T. Kanade, F.C.A. Groen and L.O. Hertzberger. Stichting International Congress of Intelligent Autonomous Systems. (1989). NCID BA11771516.
- Space robotics : dynamics and control. edited by Yangsheng Xu and Takeo Kanade eds. Kluwer Academic Publishers〈The Kluwer international series in engineering and computer science SECS 188〉. (1993). ISBN 0792392655.
- Audio- and video-based biometric person authentication : 5th International Conference, AVBPA 2005, Hilton Rye Town, NY, USA, July 20-22, 2005 : proceedings. Takeo Kanade, Anil Jain and  Nalini K. Ratha eds. Springer〈Lecture notes in computer science 3546〉. (2005). ISBN 3540278877.

### 解説記事
- 「技術開発過程の開放 (特集：今,日本の科学技術の評価は・・・・・・)」『日本機械学会誌』第91巻第830号、1988年1月、 38-40頁。
- 「私の国際交流ノート(18) ― 国際? 日本と外国 ― (てれびさろん 国際交流ノート(第21回))」『テレビジョン学会誌』第50巻第1号、1996年1月、 68-70頁。
- 「9.11とIT (アメリカITまわりの話題 第5回)」『情報処理』第43巻第7号、2002年7月、 798-799頁、NAID 110002764410。
- 「大きな研究，面白い研究」『デンソーテクニカルレビュー』第8巻第1号、2003年、 3-7頁。
- 「使われる技術の創造」『日本ロボット学会誌』第22巻第3号、2004年、 296-299頁。
- 「楽しく研究 ― 計算機視覚から自律ロボット, そしてデジタルヒューマンヘ ―」『日本ロボット学会誌』第23巻第8号、2005年、 920-925頁。

### 連載記事
- インタージャーナル 創造力の7か条（聞き手 桂木行人）金出武雄の「問題解決の7か条」、株式会社メディアエンジニアリング、2006 - 2007年、全7回[78]。
  - “第1回 できる奴ほどよく迷う---「希望」と「目標」”. (2006年11月20日)、“第2回 できる学生-1”. (2006年11月27日)、“第3回 できる学生-2”. (2006年12月4日)、“第4回 アメリカの学生・日本の学生”. (2006年12月11日)、“第5回 数学の力と実験の力”. (2006年12月18日)、“第6回 アナログとデジタルの彼方へ”. (2006年12月25日)、“第7回 素人発想・玄人実行”. (2007年1月1日). いずれも2022年8月14日時点のアーカイブ。2024年12月21日(UTC)閲覧。
- 「私の知るDARPAの深層」『日経Robotics』、日経BP社、2015 - 2016年、全5回。
  - 「(1) 不確実は許すが曖昧さは許さない」『日経Robotics』2015年8月号、21頁。
  - 「(2) 強者の「Collapetition」がプロジェクトの原動力」『日経Robotics』2015年10月号、30頁。
  - 「(3) プロジェクトのアイデアは軍の現場から」『日経Robotics』2015年11月号、21頁。
  - 「(4) 100人の天才が旅行業者で結ばれた組織」『日経Robotics』2015年12月号、28頁。
  - 「(最終回) 誇りと達成感がマネジャーのモチベーション」『日経Robotics』2016年3月号、29頁。